# National Reconnaissance Office

NRO:s sigill

National Reconnaissance Office (NRO), översatt: Nationella rekognoseringskontoret, är en amerikansk federal myndighet som hör till försvarsdepartementet.
NRO är en del av USA:s underrättelsegemenskap och finansieras genom National Reconnaissance Program som är en del av National Foreign Intelligence Program.

## Bakgrund och verksamhet

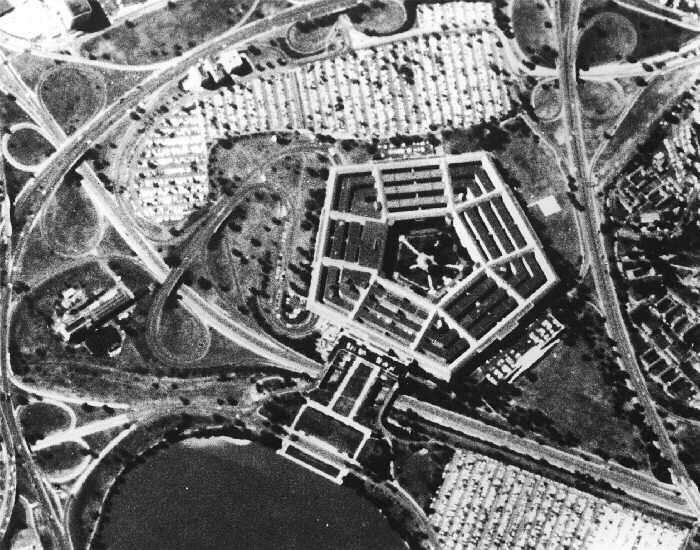
Satellitbild av Pentagon tagen av en Coronasatellit, 25 september 1967.

NRO konstruerar, bygger och driver USA:s satelliter för underrättelseändamål, dvs spionsatelliter. NRO började 1961 som ett samarbete mellan USA:s flygvapen och Central Intelligence Agency (CIA), men är numera en egen myndighet. Organisationens existens var hemligstämplad fram till 1992.
Användningen av NRO:s resurser regleras i ett samförståndsavtal mellan USA:s försvarsminister och USA:s nationella underrättelsedirektör. NRO:s verksamhet omges av sträng sekretess och de årliga budgetanslagen redovisas vanligen inte offentligt.

### Satelliter
- Orion (satellit)
- USA-193